# ريجينا بيل
ريجينا بيل (بالإنجليزية: Regina Belle)‏ هي مغنية أمريكية، ولدت في 17 يوليو 1963 في إنغلوود في الولايات المتحدة.

## وصلات خارجية
- الموقع الرسمي
- ريجينا بيل على موقع IMDb (الإنجليزية)
- ريجينا بيل على موقع ميوزك برينز (الإنجليزية)
- ريجينا بيل على موقع قاعدة بيانات برودواي على الإنترنت (الإنجليزية)
- ريجينا بيل على موقع أول ميوزيك (الإنجليزية)
- ريجينا بيل على موقع ديسكوغز (الإنجليزية)